# Tiền Kim
Tiền Kim (tiếng Trung: 前金區; bính âm: Qiánjīn Qū; Wade–Giles: Ch'ién-chīn Ch'ǖ) là một khu (quận) của thành phố Cao Hùng, Trung Hoa Dân Quốc (Đài Loan). Quận nằm trong khu vực trung tâm thành phố và là nơi đặt trụ sở của nhiều cơ quan chính quyền và các cơ sở giáo dục. Tiền Kim có diện tích 1.8573 km², dân số vào tháng 8 năm 2011 là 28.480 người thuộc 12.547 hộ gia đình, mật độ cư trú đạt 15334,1 người/km².